# Normalzeit (Arbeitswissenschaft)
Die Normalzeit ist in der Arbeitswissenschaft und der Zeitstudie eine Sollzeit, die für die planmäßige Durchführung einer Arbeitsaufgabe durch eine Arbeitskraft aufgewendet werden muss. 

## Allgemeines
Die Zeitermittlung der Normalzeit dient der Findung des Arbeitslohns. Dazu legt das REFA-System die insgesamt für eine Arbeitsaufgabe benötigte Zeit (Auftragszeit) durch Zergliederung in verschiedene Zeitanteile (Rüstzeit, Ausführungszeit) fest, die ihrerseits in weitere Zeitanteile unterteilt werden. Zur Ermittlung der Normalzeit empfiehlt sich eine Aufteilung des Arbeitsablaufs in einzelne Ablaufabschnitte, weil dies die genaue Zeitermittlung wesentlich erleichtert.

## Ermittlung
Die Normalzeit {\displaystyle N} wird ermittelt durch die Gegenüberstellung mit der Istzeit {\displaystyle I} und dem Leistungsgrad {\displaystyle L}:
{\displaystyle N={\frac {I\cdot L}{100}}}.
Der Leistungsgrad gibt wieder, welche Arbeitsleistung in einer bestimmten Zeitspanne bei einem Arbeitsvorgang erbracht wird. Kann ein Arbeiter innerhalb der Ist-Zeit sechs Stück eines Produktes pro Minute herstellen, und die Normalzeit beträgt hierfür 7,5 Stück pro Minute, liegt der Leistungsgrad bei 125 %.
Die Formel erschien erstmals 1952 bei der REFA.

## Wirtschaftliche Aspekte
Die REFA hat die Leistungsgrade verschiedener Arbeiter – bei gleichem Arbeitsvorgang – dann als „gerecht“ beurteilt, wenn die Messung annähernd übereinstimmende Normalzeiten ergab. Die Bestimmung der Normalzeit nach REFA geht von der Normalleistung aus, die Erich Kosiol zufolge unter üblichen Rahmenbedingungen mit normaler Anstrengung und Arbeitsgeschwindigkeit zustande kommt. Die Grundzeit kann als Normalzeit im engeren Sinne bezeichnet werden.